# Pepe Moreno
Saturnino Moreno Casares, más conocido como Pepe Moreno, es un historietista, escritor y desarrollador de videojuegos español (Almácera, 1954), que ha trabajado en España, otros países europeos y los Estados Unidos desde la década de los 70. Es conocido por presidir la compañía Digital Fusion y por su novela gráfica por ordenador, Batman: Digital Justice, publicada por DC Comics.

## Biografía
Pepe Moreno comenzó su carrera como dibujante en los años 70 en su España natal, colaborando en revistas como «S.O.S.» y «Pumby» de Editorial Valenciana, «Pulgarcito» y «Star».
Hacia 1977, dio el salto a Estados Unidos para trabajar en las revistas de horror de Warren Publishing «Creepy», «Eerie» y «Vampirella». Pronto estaba ya publicando en revistas como «Metal Hurlant», «L'Echo des Savanes» y «Zona 84» en Europa y «Heavy Metal» y «Epic Magazine» en los Estados Unidos. Pepe también ha creado las novelas gráficas Rebel en los Estados Unidos, y los lanzamientos mundiales de Joe's Air Force, Gene Kong, Generation Zero, y una colección de sus primeras historias cortas en el libro Zeppelin. Combinó sus talentos como desarrollador de videojuegos y artista gráfico en Batman: Digital Justice, una novela gráfica de Batman desarrollada enteramente en Macintosh y publicada en 1990 por DC Comics.
En 1993 Moreno creó para el Grupo Time Warner el videojuego Hell Cab (lit. Taxi Infernal), una aventura gráfica interactiva donde el jugador viajaba a través del tiempo. El juego fue uno de los primeros en ser lanzados en formato CD-ROM, ayudando a popularizar el formato que se convertiría en el estándar de los videojuegos en los años siguientes. Hell Cab también llegó al puesto número úno de las listas de Billboard en 1993.
Pepe Moreno siguió creando videojuegos como BeachHead 2000, BeachHead 2002 y BeachHead Desert War, los cuales fueron comercializados por Infogrames. BeachHead 2000 fue uno de los primeros juegos distribuidos digitalmente con contar con un sistema avanzado de gestión digital de derechos. 
Con Digital Fusion también trabajó en el desarrollo de otros dos juegos,  Desert Gunner y Bridgehead (BeachHead 3000). La compañía también lanzó RealPool para la PC y posteriormente para PlayStation, seguido por RealPool 2 en 2002. Además, en 2003, DFI publicó Tiger Hunt, un juego de combate de tanques estilo arcade para la PC.

## Obra
Como historietista
| Años | Título                  | Guionista     | Tipo           | Publicación                           |  |
| ---- | ----------------------- | ------------- | -------------- | ------------------------------------- |  |
|      | Mac Tavish              | Jim Stenstrum | Serie          | Eerie núms. 95-96, 105-107, 108 y 111 |  |
| 1985 | Rebelde                 |               | Serie          | Zona 84                               |  |
| 1986 | Gene Kong               |               | Serie          | Zona 84                               |  |
| 1987 | Generación Zero         |               | Serie          | Zona 84                               |  |
| 1986 | Rebelde                 |               | Álbum de cómic | Toutain Editor                        |  |
| 1990 | Batman: Digital Justice |               | Novela gráfica | DC Comics                             |  |